# Ventosa (biologia)
A ventosa é um órgão de certos animais aquáticos ou endoparasitas de outros animais. Em alguns casos, as ventosas são utilizadas apenas para fixação do animal a um suporte, como na rémora (ou peixe-piolho), enquanto que noutros são uma adaptação da boca e servem, não somente para fixação, mas também para sucção dos fluidos do interior do corpo do hospedeiro, como no caso da lampreia ou da sanguessuga.
Um caso bem conhecido de endoparasita que usa ventosas localizadas na cabeça para se fixar às paredes do tubo digestivo do hospedeiro é a ténia.
Nos cefalópodes, as ventosas têm igualmente uma função dupla: não só ajudam o animal na locomoção, como no caso dos polvos e outros moluscos bênticos, que usam os tentáculos para deslocar-se, mas servem também para segurar as suas presas.

## Tipologia

### Braços
| Forma do braço | Espécie             | Família        |
| -------------- | ------------------- | -------------- |
|                | Todarodes pacificus | Ommastrephidae |

### Clava tentacular
| Forma da clava tentacular | Espécie                        | Família          |
| ------------------------- | ------------------------------ | ---------------- |
|                           | Abraliopsis morisi             | Enoploteuthidae  |
|                           | Ancistroteuthis lichtensteinii | Onychoteuthidae  |
|                           | Architeuthis sp.               | Architeuthidae   |
|                           | Austrorossia mastigophora      | Sepiolidae       |
|                           | Berryteuthis magister          | Gonatidae        |
|                           | Idioteuthis cordiformis        | Mastigoteuthidae |
|                           | Iridoteuthis iris              | Sepiolidae       |
|                           | Mastigoteuthis glaukopis       | Mastigoteuthidae |
|                           | Onykia ingens                  | Onychoteuthidae  |
|                           | Semirossia tenera              | Sepiolidae       |
|                           | Spirula spirula                | Spirulidae       |
|                           | Todarodes pacificus            | Ommastrephidae   |

### Ventosas
| Forma das ventosas | Espécies                 | Famílias         |
| ------------------ | ------------------------ | ---------------- |
|                    | Idioteuthis cordiformis  | Mastigoteuthidae |
|                    | Idioteuthis latipinna    | Mastigoteuthidae |
|                    | Magnapinna talismani     | Magnapinnidae    |
|                    | Mastigoteuthis agassizii | Mastigoteuthidae |
|                    | Mastigoteuthis atlantica | Mastigoteuthidae |
|                    | Mastigoteuthis dentata   | Mastigoteuthidae |
|                    | Mastigoteuthis grimaldii | Mastigoteuthidae |
|                    | Mastigoteuthis magna     | Mastigoteuthidae |